# 보라어족
보라어족(Boran)은 콜롬비아 남동부와 브라질 북서부의 아마존 우림 지역에서 사용되는 2개 언어로 이루어진 작은 어족이다. 위토토어족과 함께 보라위토토어족을 이룰 가능성이 있다.

## 언어
- 보라어(Bora)
- 무이나네어(Muinane)

Loukotka(1968)는 또한 카위나리강(Cahuinari)의 발원 지대에서 쓰이는 노누야어(Nonuya)라는 이름의 언어를 열거하고 있다. 기록된 단어는 몇 개 뿐이다.
'무이나네'(Muinane)라는 이름은 위토토어족에 속한 느포데 위토토어의 이칭이기도 하므로 구분되어야 한다.

## 같이 보기
- 보라족